# WFED
Koordinaten: 39° 2′ 30″ N, 77° 2′ 45″ W
WFED (auch: Federal News Radio) ist eine US-Radiostation in Maryland.
Der Sender ist eine sogenannte „Class A“-Clear-Channel-Station und befindet sich in Wheaton, Maryland. Gesendet werden Nachrichten, Talk und Informationen für Beschäftigte bundesstaatlicher Institutionen. Deshalb wird auch der Name Federal News Radio verwendet. KSTP und WFED sind im Besitz von Hubbard Broadcasting und senden aus dem Hubbard’s Broadcast Complex in Northwest-Washington, D.C.

## Geschichte
Der heutige WFED ging erstmals am 25. September 1926 als WTRC in Brooklyn auf Sendung und siedelte 1927 nach Washington, D.C. um. Nach diversen Rufzeichen und Besitzerwechseln (u. a. war die Radiogesellschaft im Besitz der 7-Tags-Adventisten) gehört der Sender heute dem Unternehmen Hubbard Broadcasting.
Bis 2006 übertrug WFED exklusiv die Spiele der Washington Nationals, einer Baseballmannschaft. Von 2006 bis 2007 übertrug WFED das Programm des Washington Post Radios (WPR).
Heute werden die Shows von Clark Howard und Larry King Live übertragen.

## Technik
WFED sendet durchgehend mit der Höchstleistung von 50 kW und ist die stärkste Mittelwellenstation von Washington, D.C. / Maryland. Nachts wird direktional nach Norden und Süden gesendet um Interferenzen mit der Schwesterationen KSTP-AM in St. Paul, Minnesota (ebenfalls Clear Channel) vermeiden. Das Signal kann an der ganzen Ostküste der Vereinigten Staaten und bei Überreichweiten gelegentlich sogar in Europa empfangen werden. Seit 2006 wird auch in HD Radio gesendet.